# Kukryniksy

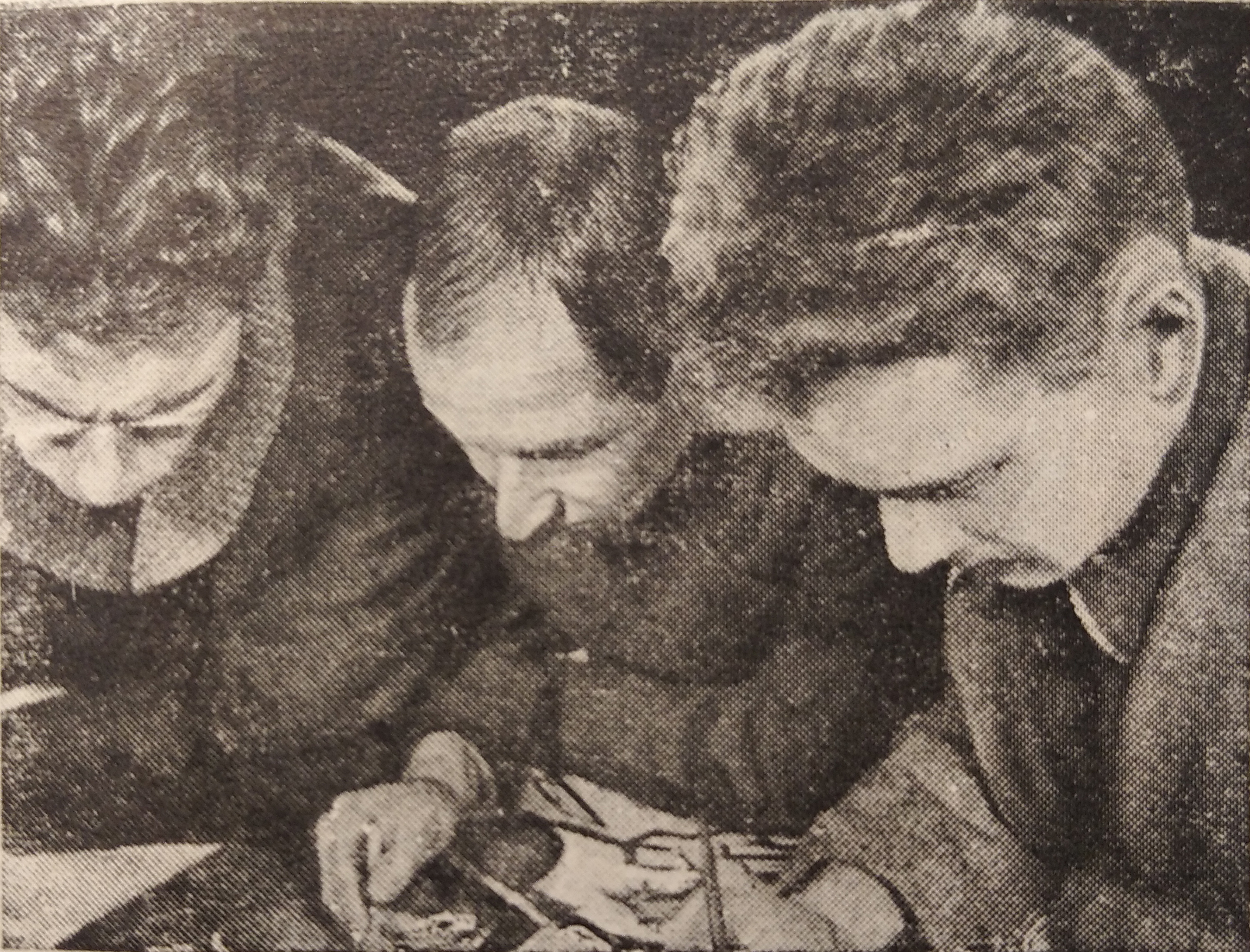
I Kukryniksy

Kukryniksy (in russo Кукрыниксы?) è stato un collettivo artistico sovietico attivo negli anni trenta formato da Michail Vasil'evič Kuprijanov, Porfirij Nikitič Krylov e Nikolaj Aleksandrovič Sokolov. Questi tre artisti si distinsero per le illustrazioni contro il capitalismo europeo e i socialisti e vennero insigniti del Premio Stalin per 5 volte tra il 1942 e il 1951 e del Premio Lenin nel 1965.
Lo stile delle loro caricature era un'estensione delle illustrazioni antifasciste degli anni trenta e si rifaceva ai canoni del realismo socialista.

## Storia
Il termine Kukryniksy è una parola macedonia composta dai nomignoli dei tre artisti che lo componevano: Michail Kuprijanov (Ku), Porfirij Krylov (Kry) e Nikolaj Sokolov (Niks). Tutti e tre furono studenti del Vchutemas di Mosca e la loro prima caricatura pubblicata apparve sulla rivista Komsomolija. Maksim Gor'kij fu uno dei più importanti sostenitori dei Kukryniksy, i quali crebbero di popolarità sino a diventare collaboratori fissi di Krokodil e della Pravda.
Oltre alle vignette per riviste, il gruppo produsse un album di caricature intitolato O... ("A proposito di..."; Mosca, 1930). I tratti artistici dei loro disegni mostravano una visione acuta, una tridimensionalità peculiare e grottesca, una certa teatralità nel trattamento del soggetto, una coscienza sociale e, nei loro dipinti, una simpatia per le tradizioni del realismo critico russo del XIX secolo. Tra le opere più rilevanti si menzionano la scenografia della produzione teatrale del 1932 di Gorod glupov" ("La città degli sciocchi", tratta da una storia di Michail Evgrafovič Saltykov-Ščedrin), le illustrazioni del romanzo satirico Le dodici sedie (Mosca, 1933) di Il'ja Arnol'dovič Il'f e Evgenij Petrovič Petrov e le illustrazioni del racconto La signora con il cagnolino di Anton Čechov. Durante la seconda guerra mondiale produssero anche manifesti patriottici come Schiacceremo e distruggeremo senza pietà il nemico (1941) esposto alla Galleria Tret'jakov.
Nel dopoguerra i Kukryniksy parteciparono ai processi di Norimberga in qualità di giornalisti della Pravda.